# Округ Емет (Мичиген)
Емет (енгл. Emmet County) је округ у америчкој савезној држави Мичиген.

## Демографија
По попису из 2010. године број становника је 32.694, што је 1.257 (4,0%) становника више него 2000. године.
| Група             | 2000.          | 2010.          |
| Белци             | 29.483 (93,8%) | 30.132 (92,2%) |
| Афроамериканци    | 147 (0,5%)     | 156 (0,5%)     |
| Азијати           | 135 (0,4%)     | 174 (0,5%)     |
| Хиспаноамериканци | 285 (0,9%)     | 429 (1,3%)     |
| Укупно            | 31.437         | 32.694         |